# Самбурзьке сільське поселення
Самбу́рзьке сільське поселення (рос. Самбургское сельское поселение) — сільське поселення у складі Пурівського району Ямало-Ненецького автономного округу Тюменської області Росії.
Адміністративний центр та єдиний населений пункт — село Самбург.
Населення сільського поселення становить 2001 особа (2017; 1922 у 2010, 1665 у 2002).